# Bahnstrecke Ełk–Tschernjachowsk
| Die Bahnstrecke Lyck–Insterburg 1938 |                                                  |                                                |                                                |
| Kursbuchstrecke: | DR: 118n (1934) 118s (1940) 137e (1944) PKP: 535 |                                                |                                                |
| Streckenlänge: | 118,9 km                                         |                                                |                                                |
| Spurweite: | 1435 mm (Normalspur)                             |                                                |                                                |
| |                                                  |                                                |                                                |
| \| \| \| von Białystok und von Pisz \| \| \| \| \| Kleinbahnstrecke von Laski Małe (Klein Lasken) \| \| \| \| 0,0 \| Ełk (Lyck) \| Ełk (Lyck) \| \| \| \| Ełk Wąsk. (Lyck Kleinbf.) \| \| \| \| \| nach Korsze und nach Orzysz \| \| \| \| 2,0 \| Gbf Ełk Towarowy II \| Gbf Ełk Towarowy II \| \| \| \| Ełk (Lyck) \| \| \| \| 6,9 \| Przykopka (Przykopken/Birkenwalde) \| Przykopka (Przykopken/Birkenwalde) \| \| \| 10,0 \| Chełchy (Chelchen/Kelchendorf) \| Chełchy (Chelchen/Kelchendorf) \| \| \| 14,8 \| Kijewo (Kiöwen) \| Kijewo (Kiöwen) \| \| \| 20,2 \| Olecko Małe (Klein Oletzko/Herzogshöhe) \| Olecko Małe (Klein Oletzko/Herzogshöhe) \| \| \| \| \| \| \| \| \| nach und von Suwałki \| \| \| \| \| \| \| \| \| \| Treuburger Kleinbahnen \| \| \| \| 27,5 \| Olecko (Marggrabowa/Treuburg) \| Olecko (Marggrabowa/Treuburg) \| \| \| \| nach Kruglanken \| \| \| \| 36,4 \| Stożne (Stoosznen/Stosnau) \| Stożne (Stoosznen/Stosnau) \| \| \| 42,6 \| Kowale Oleckie (Kowahlen/Reimannswalde) \| Kowale Oleckie (Kowahlen/Reimannswalde) \| \| \| 48,0 \| Pogorzel (Pogorzellen/Hegelingen) \| Pogorzel (Pogorzellen/Hegelingen) \| \| \| 53,7 \| Górne (Gurnen) \| Górne (Gurnen) \| \| \| \| von Szittkehmen/Wehrkirchen \| \| \| \| 61,2 \| Botkuny (Buttkuhnen/Bodenhausen) \| Botkuny (Buttkuhnen/Bodenhausen) \| \| \| \| nach und von Stallupönen/Ebenrode \| \| \| \| \| Gołdapa (Goldap) \| \| \| \| 65,3 \| Gołdap (Goldap) \| Gołdap (Goldap) \| \| \| \| nach Angerburg \| \| \| \| \| Staatsgrenze Polen/Russland \| \| \| \| 74,1 \| (Kuddern/Kudern) \| Bagrjanowo \| \| \| 79,6 \| (Wikischken/Wiecken) \| Bagrationowo \| \| \| \| von Gumbinnen \| \| \| \| 85,7 \| (Darkehmen Ost/Angerapp Ost) \| Osjorsk \| \| \| \| Angrapa (Angerapp) \| \| \| \| \| nach Angerburg \| \| \| \| 94,0 \| (Spirockeln/Hohenfried) \| (Spirockeln/Hohenfried) \| \| \| 101,9 \| (Sodehnen) \| Krasnojarskoje \| \| \| 109,3 \| (Karlswalde) \| (Karlswalde) \| \| \| \| Tschernjachowsker Südumfahrung \| \| \| \| \| von Schelesnodoroschny \| \| \| \| \| von Kaliningrad \| \| \| \| 118,9 \| Tschernjachowsk (Insterburg) \| Tschernjachowsk (Insterburg) \| \| \| \| nach Tschernyschewskoje und nach Sowetsk \| \| |                                                  |                                                |                                                |
| Strecke |                                                  | von Białystok und von Pisz                     | von Białystok und von Pisz                     |
| Strecke von rechts · Strecke |                                                  | Kleinbahnstrecke von Laski Małe (Klein Lasken) | Kleinbahnstrecke von Laski Małe (Klein Lasken) |
| Strecke · Bahnhof | 0,0                                              | Ełk (Lyck)                                     | Ełk (Lyck)                                     |
| Kopfbahnhof Streckenende · Strecke |                                                  | Ełk Wąsk. (Lyck Kleinbf.)                      | Ełk Wąsk. (Lyck Kleinbf.)                      |
| Abzweig geradeaus und nach links |                                                  | nach Korsze und nach Orzysz                    | nach Korsze und nach Orzysz                    |
| Dienststation / Betriebs- oder Güterbahnhof | 2,0                                              | Gbf Ełk Towarowy II                            | Gbf Ełk Towarowy II                            |
| Brücke über Wasserlauf |                                                  | Ełk (Lyck)                                     | Ełk (Lyck)                                     |
| ehemaliger Haltepunkt / Haltestelle | 6,9                                              | Przykopka (Przykopken/Birkenwalde)             | Przykopka (Przykopken/Birkenwalde)             |
| ehemaliger Bahnhof | 10,0                                             | Chełchy (Chelchen/Kelchendorf)                 | Chełchy (Chelchen/Kelchendorf)                 |
| ehemaliger Bahnhof | 14,8                                             | Kijewo (Kiöwen)                                | Kijewo (Kiöwen)                                |
| ehemaliger Bahnhof | 20,2                                             | Olecko Małe (Klein Oletzko/Herzogshöhe)        | Olecko Małe (Klein Oletzko/Herzogshöhe)        |
| |                                                  |                                                |                                                |
| Abzweig geradeaus, ehemals nach rechts und von rechts |                                                  | nach und von Suwałki                           | nach und von Suwałki                           |
| |                                                  |                                                |                                                |
| Kreuzung geradeaus oben (Querstrecke außer Betrieb) |                                                  | Treuburger Kleinbahnen                         | Treuburger Kleinbahnen                         |
| Betriebs-/Güterbahnhof Strecke ab hier außer Betrieb | 27,5                                             | Olecko (Marggrabowa/Treuburg)                  | Olecko (Marggrabowa/Treuburg)                  |
| Abzweig geradeaus und nach links (Strecke außer Betrieb) |                                                  | nach Kruglanken                                | nach Kruglanken                                |
| Bahnhof (Strecke außer Betrieb) | 36,4                                             | Stożne (Stoosznen/Stosnau)                     | Stożne (Stoosznen/Stosnau)                     |
| Bahnhof (Strecke außer Betrieb) | 42,6                                             | Kowale Oleckie (Kowahlen/Reimannswalde)        | Kowale Oleckie (Kowahlen/Reimannswalde)        |
| Bahnhof (Strecke außer Betrieb) | 48,0                                             | Pogorzel (Pogorzellen/Hegelingen)              | Pogorzel (Pogorzellen/Hegelingen)              |
| Bahnhof (Strecke außer Betrieb) | 53,7                                             | Górne (Gurnen)                                 | Górne (Gurnen)                                 |
| Abzweig geradeaus und von rechts (Strecke außer Betrieb) |                                                  | von Szittkehmen/Wehrkirchen                    | von Szittkehmen/Wehrkirchen                    |
| Bahnhof (Strecke außer Betrieb) | 61,2                                             | Botkuny (Buttkuhnen/Bodenhausen)               | Botkuny (Buttkuhnen/Bodenhausen)               |
| Abzweig geradeaus, nach rechts und von rechts (Strecke außer Betrieb) |                                                  | nach und von Stallupönen/Ebenrode              | nach und von Stallupönen/Ebenrode              |
| Brücke über Wasserlauf (Strecke außer Betrieb) |                                                  | Gołdapa (Goldap)                               | Gołdapa (Goldap)                               |
| Bahnhof (Strecke außer Betrieb) | 65,3                                             | Gołdap (Goldap)                                | Gołdap (Goldap)                                |
| Abzweig geradeaus und nach links (Strecke außer Betrieb) |                                                  | nach Angerburg                                 | nach Angerburg                                 |
| Grenze (Strecke außer Betrieb) |                                                  | Staatsgrenze Polen/Russland                    | Staatsgrenze Polen/Russland                    |
| Bahnhof (Strecke außer Betrieb) | 74,1                                             | (Kuddern/Kudern)                               | Bagrjanowo                                     |
| Bahnhof (Strecke außer Betrieb) | 79,6                                             | (Wikischken/Wiecken)                           | Bagrationowo                                   |
| Abzweig geradeaus und von rechts (Strecke außer Betrieb) |                                                  | von Gumbinnen                                  | von Gumbinnen                                  |
| Bahnhof (Strecke außer Betrieb) | 85,7                                             | (Darkehmen Ost/Angerapp Ost)                   | Osjorsk                                        |
| Brücke über Wasserlauf (Strecke außer Betrieb) |                                                  | Angrapa (Angerapp)                             | Angrapa (Angerapp)                             |
| Abzweig geradeaus und nach links (Strecke außer Betrieb) |                                                  | nach Angerburg                                 | nach Angerburg                                 |
| Bahnhof (Strecke außer Betrieb) | 94,0                                             | (Spirockeln/Hohenfried)                        | (Spirockeln/Hohenfried)                        |
| Bahnhof (Strecke außer Betrieb) | 101,9                                            | (Sodehnen)                                     | Krasnojarskoje                                 |
| Bahnhof (Strecke außer Betrieb) | 109,3                                            | (Karlswalde)                                   | (Karlswalde)                                   |
| Kreuzung (Strecke geradeaus außer Betrieb) |                                                  | Tschernjachowsker Südumfahrung                 | Tschernjachowsker Südumfahrung                 |
| Abzweig ehemals geradeaus und von links |                                                  | von Schelesnodoroschny                         | von Schelesnodoroschny                         |
| Abzweig geradeaus und von links |                                                  | von Kaliningrad                                | von Kaliningrad                                |
| Bahnhof | 118,9                                            | Tschernjachowsk (Insterburg)                   | Tschernjachowsk (Insterburg)                   |
| Strecke |                                                  | nach Tschernyschewskoje und nach Sowetsk       | nach Tschernyschewskoje und nach Sowetsk       |

Die Bahnstrecke Lyck–Insterburg kann seit der Grenzziehung im Jahr 1945 unterschieden werden in den polnischen Abschnitt von Ełk nach Gołdap, der weiterbetrieben wurde, und den russischen Abschnitt, der nach den Zerstörungen im Zweiten Weltkrieg, vor allem der Brücken, nicht wiederhergestellt wurde. Auch auf dem polnischen Abschnitt findet kein Personenverkehr statt.

## Geschichte

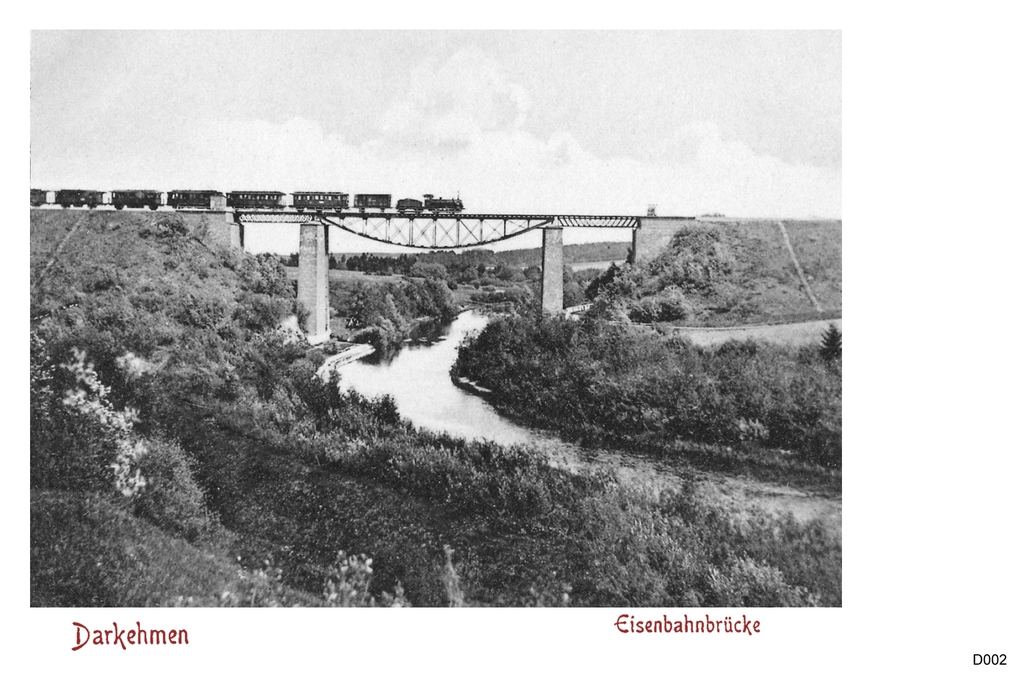
Eisenbahnbrücke über die Angerapp bei Darkehmen

Die Bahnstrecke wurde 1879 eröffnet und stellte eine bedeutende Nord-Süd-Verbindung in der Provinz Ostpreußen in der heutigen Woiwodschaft Ermland-Masuren in Polen bzw. Oblast Kaliningrad in Russland dar. Die Strecke unterstand bis 1945 der Reichsbahndirektion in Königsberg (Preußen). Sie verband die fünf ostpreußischen Kreisstädte Lyck (Ełk), Marggrabowa/Treuburg (Olecko), Goldap (Gołdap), Darkehmen/Angerapp (Osjorsk) und Insterburg (Tschernjachowsk) miteinander.
Lyck wurde 1868 an das Eisenbahnnetz mit der Bahnstrecke Königsberg–Lyck (heutige PKP-Linie 38) angeschlossen, die am 1. Juli 1871 bis zum Grenzbahnhof Prostken verlängert und 1873 sogar bis Brest (heute Belarus) fortgeführt wurde. 1885 folgte die Bahnstrecke Allenstein–Lyck und 1915 die Bahnstrecke Sensburg–Lyck. Lyck war damals ein wichtiger Eisenbahnknotenpunkt Ostpreußens geworden, der zwischen 1913 und 1918 noch um ein 48 Kilometer umfassendes Netz der Lycker Kleinbahnen (heute die privat betriebene Ełcka Kolej Wąskotorowa) ergänzt wurde.
In Marggrabowa/Treuburg erhielt die Bahnstrecke Lyck–Insterburg zusätzliche Nebenstrecken. 1908 eröffnete die nicht mehr betriebene Bahnstrecke Marggrabowa–Kruglanken, zehn Jahre später die Bahnstrecke Marggrabowa–Suwałki, die heute noch als PKP-Linie 39 in Betrieb ist. Hier ergänzten die von den Treuburger Kleinbahnen betrieben Strecken mit 43 Kilometern das Staatsbahnnetz.
In Goldap wurden an die Bahnstrecke Lyck–Insterburg ebenfalls zahlreiche Nebenstrecken angeschlossen. 1897 entstand die Bahnstrecke Angerburg–Goldap, 1901 die Bahnstrecke Goldap–Stallupönen/Ebenrode und 1927 die auch „Kaiserbahn“ genannte Bahnstrecke Goldap–Szittkehmen (Wehrkirchen). Letztere befuhr mit der Bahn Lyck–Insterburg zwischen Buttkuhnen/Bodenhausen und Goldap die gleiche Trasse.
In Darkehmen/Angerapp erfolgte 1914 mit der Bahnstrecke Gumbinnen–Angerburg der Anschluss an die Bahnstrecke Lyck–Insterburg mit Errichtung der Bahnstation „Ost“.
In Insterburg traf die Bahn Lyck–Insterburg auf die bereits seit 1860 bestehende Bahnstrecke Königsberg–Eydtkuhnen/Eydtkau der Preußischen Ostbahn, die heute noch betrieben wird und wichtiges Bindeglied zwischen Moskau und der russischen Exklave Kaliningrad ist. Von Insterburg fuhren bereits seit 1863/65 Züge auf der damals errichteten – heute nicht mehr betriebenen – Bahnstrecke Insterburg–Tilsit und seit 1871/73 auf der heute nicht mehr befahrenen Bahnstrecke Thorn–Insterburg. Auch hier ergänzte das 221 Kilometer umfassende Netz der Insterburger Kleinbahnen die Staatsbahnlinien.

### Bahnstrecke Ełk–Gołdap

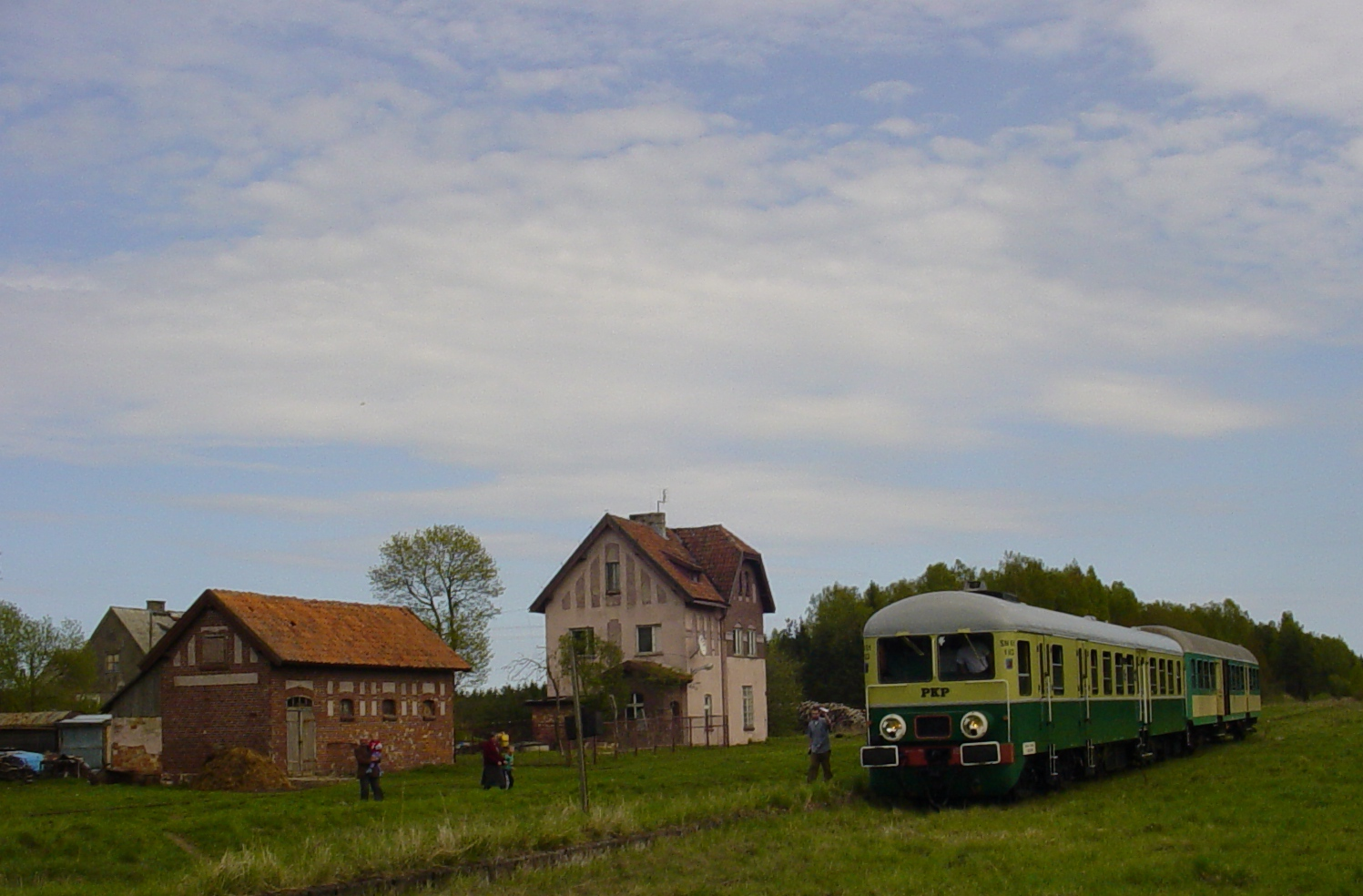
Ein Ausflugszug am Haltepunkt Botkuny (2003)

Auf diesem nach 1945 nun von den Polnische Staatsbahnen weiterbetriebenen Streckenabschnitt wurde der Personenverkehr 1993 zunächst auf dem Abschnitt von Olecko nach Gołdap und 1999 auch auf dem Abschnitt von Ełk nach Olecko  eingestellt. Auf letzterem Abschnitt erfolgte von 2005 bis 2012 noch einmal die Wiederaufnahme.